# Reasonable Doubt
Reasonable Doubt er det første album fra rapperen Jay-Z. Albummet blev rost meget, men konflikten mellem øst- og vestkysten overskyggede albummets succes, selvom The Notorious B.I.G medvirkede på en sang.

## Nummerliste
1. "Can't Knock the Hustle" – 5:17
2. "Politics As Usual" – 3:41
3. "Brooklyn's Finest" (featuring The Notorious B.I.G.) – 4:36
4. "Dead Presidents II" – 4:27
5. "Feelin' It" (featuring Mecca) – 3:48
6. "D'evils" – 3:31
7. "22 Two's" – 3:29
8. "Can I Live" – 4:10
9. "Ain't No Nigga" (featuring Foxy Brown) – 4:03
10. "Friend or Foe" – 1:49
11. "Coming of Age" (featuring Memphis Bleek) – 3:59
12. "Cashmere Thoughts" – 2:56
13. "Bring It On" (featuring Big Jaz and Sauce Money) – 5:01
14. "Regrets" – 4:34
15. "Can I Live II" (featuring Memphis Bleek) – 3:57